# Álvaro Recoba
Álvaro Alexander Recoba Rivero (Montevideo, 17 maart 1976) is een Uruguayaans voormalig profvoetballer. Hij speelde het grootste gedeelte van zijn carrière bij Internazionale. Vanwege zijn uiterlijk wordt hij ook wel El Chino (De Chinees) genoemd. Recoba wordt beschouwd als de meest getalenteerde Uruguayaanse speler sinds de legendarische Enzo Francescoli De linksbenige aanvaller wordt vooral geroemd om zijn uitstekende traptechniek. Dit is terug te zien in tal van spectaculaire goals, veelal van afstand of uit een vrije trap.

## Clubvoetbal
Recoba begon zijn profloopbaan in 1994 bij Danubio. In 1996 vertrok hij naar Nacional de Montevideo. In 1997 contracteerde Internazionale de Uruguayaan voor €3,6 miljoen. Bij de club uit Milaan speelde Recoba 10 jaar, afgezien van huurperiodes bij Venezia in 1999 en in 2007/2008 een jaar bij Torino.
Rond de eeuwwisseling was Recoba de bestbetaalde voetballer ter wereld. Met Internazionale won hij in 1998 de UEFA Cup, in 2005 en 2006 de Coppa Italia en de Italiaanse Supercup en in 2006 en 2007 de Scudetto.

## Nationaal elftal
Recoba maakte zijn debuut voor Uruguay op 18 januari 1995 in de vriendschappelijke uitwedstrijd tegen Spanje (2-2), net als Oscar Aguirregaray (CA Peñarol), Ruben Alzueta (Danubio FC) en Washington Tais (CA Peñarol). Hij deed mee aan het Wereldkampioenschap voetbal 2002 en scoorde daar de 3-3 in de 88e minuut tegen Senegal uit een strafschop. Hij kon daarmee niet voorkomen dat Uruguay uitgeschakeld was voor de volgende ronde.
Recoba kwam 69 keer voor zijn land uit en scoorde daarin 11 keer. Op de Copa América 2007 maakte hij na de verloren halve finale tegen Brazilië bekend te zullen stoppen als Uruguayaans international.

## Clubstatistieken
| Seizoen         | Team           | Duels | Goals | Competitie       |
| --------------- | -------------- | ----- | ----- | ---------------- |
| 1993            | Danubio        | 7     | 5     | Primera Division |
| 1994            | Danubio        | 12    | 13    | Primera Division |
| 1995            | Danubio        | 12    | 14    | Primera Division |
| 1996            | Nacional       | 16    | 18    | Primera Division |
| 1997            | Nacional       | 11    | 12    | Primera Division |
| 1997/1998       | Internazionale | 8     | 3     | Serie A          |
| 1998/jan1999    | Internazionale | 1     | 0     | Serie A          |
| jan1999-jun1999 | Venezia        | 19    | 11    | Serie A          |
| 1999/2000       | Internazionale | 28    | 10    | Serie A          |
| 2000/2001       | Internazionale | 29    | 8     | Serie A          |
| 2001/2002       | Internazionale | 18    | 6     | Serie A          |
| 2002/2003       | Internazionale | 27    | 9     | Serie A          |
| 2003/2004       | Internazionale | 19    | 8     | Serie A          |
| 2004/2005       | Internazionale | 13    | 3     | Serie A          |
| 2005/2006       | Internazionale | 20    | 5     | Serie A          |
| 2006/2007       | Internazionale | 13    | 1     | Serie A          |
| 2007/2008       | Torino         | 22    | 1     | Serie A          |
| 2008/2009       | Panionios      | 14    | 4     | Alpha Ethniki    |
| 2009/2010       | Panionios      | 5     | 0     | Alpha Ethniki    |
| 2009/2010       | Danubio        | 13    | 5     | Primera Division |
| 2010/2011       | Danubio        | 18    | 5     | Primera Division |
| 2011/2012       | Nacional       | 23    | 7     | Primera Division |
| 2012/2013       | Nacional       | 21    | 5     | Primera Division |
| 2013/2014       | Nacional       | 19    | 2     | Primera Division |
| 2014/2015       | Nacional       | 17    | 2     | Primera Division |

## Erelijst
Internazionale
- Serie A

2006